# Lommagöl (Ljuders socken, Småland)
Lommagöl är en sjö i Lessebo kommun i Småland och ingår i Ronnebyåns huvudavrinningsområde.